# Manly

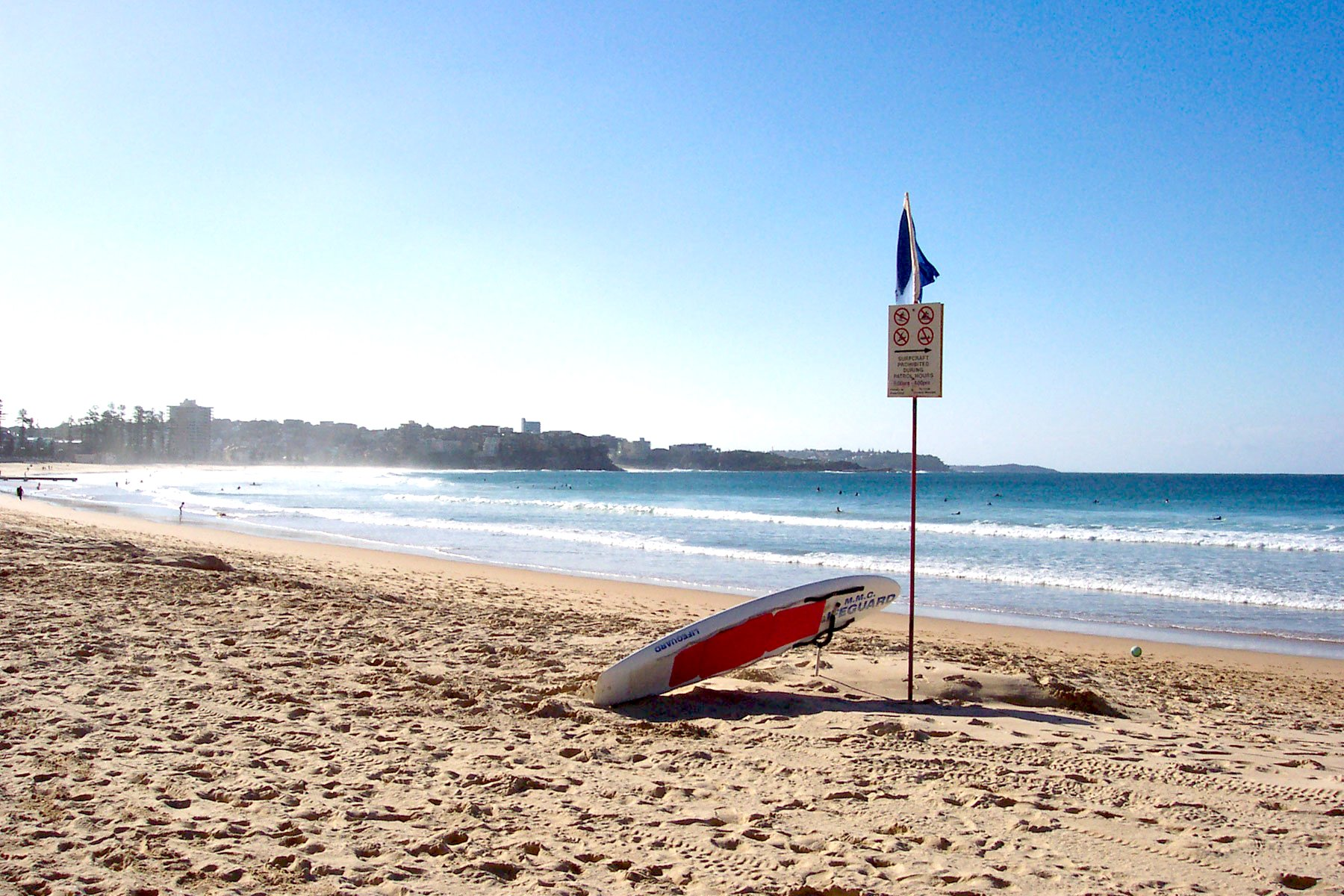
Strand

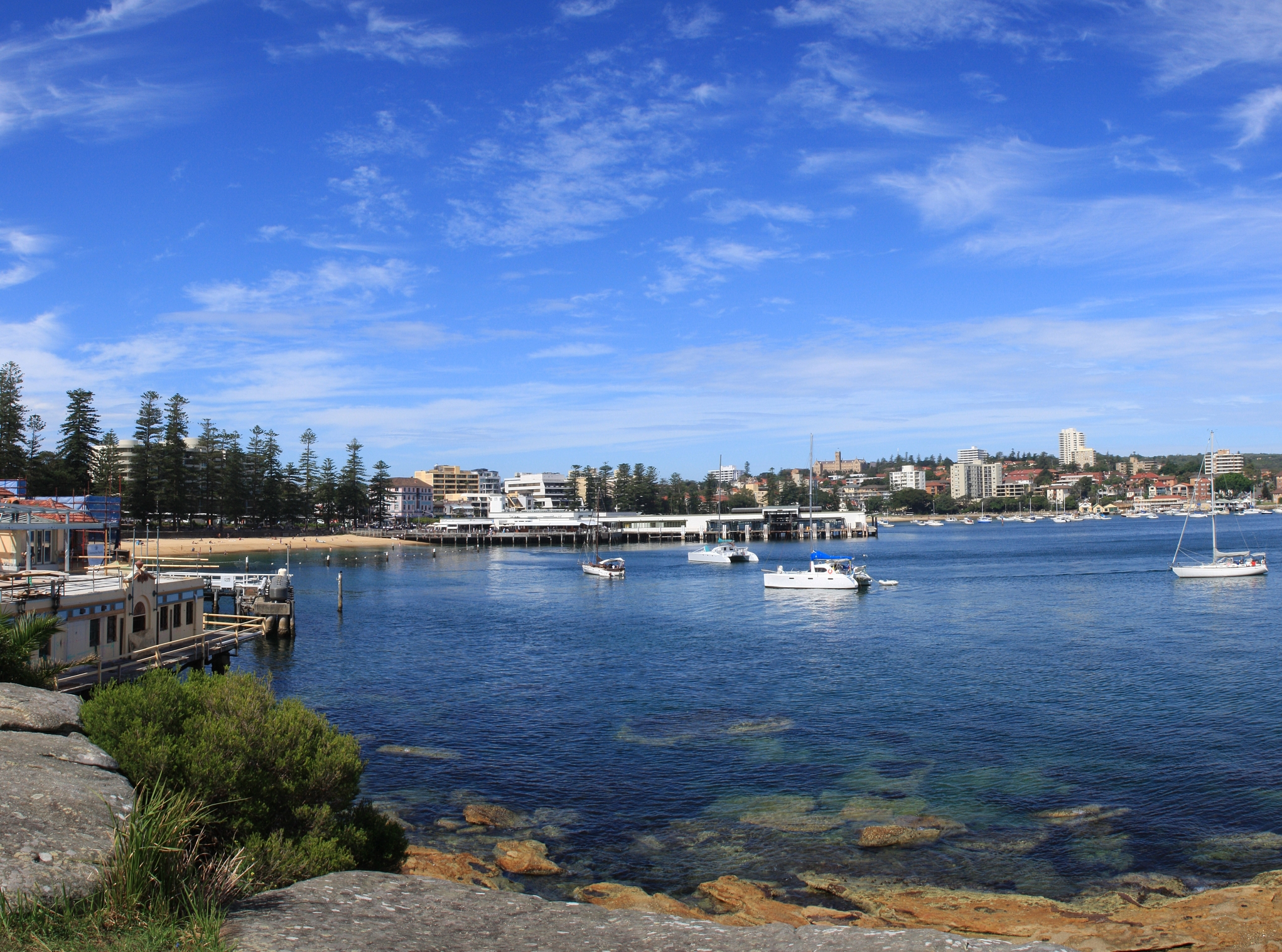
Manly Wharf

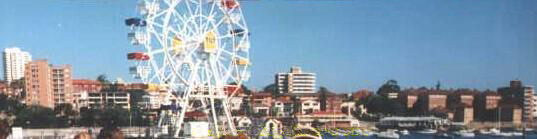

Manly is een buitenwijk van Sydney in New South Wales, Australië, gesitueerd aan het zuideinde van het Northern Beaches gebied van Sydney. Sommige wijken zoals Balgowlah overlappen met het Warringah Council gebied in het noorden. Manly staat bekend om zijn mooie stranden, goede surfcondities en als toeristische trekpleister. Manly heeft zowel stranden aan de oceaan als aan de haven.
Kapitein Arthur Phillip gaf Manly zijn naam naar aanleiding van zijn eerste indruk van de Australische Aboriginals. Die kwamen hem door het water tegemoet toen hij in Australië arriveerde.
Er is een regelmatige veerdienst vanaf Manly Wharf naar Circular Quay, het stadscentrum van Sydney. Met de normale veerdienst kost het 30 minuten om in het centrum van Sydney te komen, terwijl de JetCat er 15 minuten over doet. Er gaan bussen van en naar de stad en andere buitenwijken. Hoge flats en dure appartementen zijn langs de kustlijn gebouwd. Een mooi gezicht vanaf de veerboot.
Manly heeft een eigen bestuur.

## Geboren
- Jane Bennett (1960), kunstschilderes
- Miles Stewart (1972), triatleet
- Brooke Hanson (1978), zwemster

## Woonachtig
- Han Berger (1950), voetbaltrainer